# Coupe du monde de tir à l'arc de 2017
Navigation
Édition précédente Édition suivante
La coupe du monde de tir à l'arc de 2017 est la douzième édition annuelle de la coupe du monde organisée par la World Archery Federation (WA). Elle regroupe des compétitions individuelles, par équipes et mixtes dans les catégories d'arc classique et arc à poulies. 
Les quatre épreuves ont lieu entre mai et août pour chacune des catégories et les meilleurs archers sont qualifiés pour les finales début septembre à Rome. Toutes les épreuves se déroulent en extérieur avec des cibles se situant à 70 m pour l'arc classique et 50 m pour l'arc à poulies. Le format des épreuves reste identique au tir à l'arc aux Jeux olympiques pour l'arc classique.

## Calendrier
| Étape  | Date                     | Lieu           | Pays       |
| ------ | ------------------------ | -------------- | ---------- |
| 1re    | du 16 au 21 mai 2017     | Shanghai       | Chine      |
| 2e     | du 6 au 11 juin 2017     | Antalya        | Turquie    |
| 3e     | du 20 au 25 juin 2017    | Salt Lake City | États-Unis |
| 4e     | du 8 au 13 août 2017     | Berlin         | Allemagne  |
| Finale | du 2 au 3 septembre 2017 | Rome           | Italie     |

## Résultats des étapes qualificatives

### Classique masculin
| Lieu           | Or                     | Argent        | Bronze            |
| -------------- | ---------------------- | ------------- | ----------------- |
| Shanghai       | Steve Wijler           | Kim Woojin    | Im Dong-hyun      |
| Antalya        | Jean-Charles Valladont | Brady Ellison | David Pasqualucci |
| Salt Lake City | Im Dong-hyun           | Kim Woojin    | Wei Chun-heng     |
| Berlin         | Kim Woojin             | Kim Jong-ho   | Crispin Duenas    |

### Classique féminin
| Lieu           | Or              | Argent             | Bronze             |
| -------------- | --------------- | ------------------ | ------------------ |
| Shanghai       | Ki Bo-bae       | Chang Hye-jin      | Ren Hayakawa       |
| Antalya        | Ksenia Perova   | Lin Shih-chia      | Le Chien-ying      |
| Salt Lake City | Chang Hye-jin   | Tan Ya-ting        | Choi Misun         |
| Berlin         | Kang Chae-young | Alejandra Valencia | Veronika Marchenko |

### Poulies masculin
| Lieu           | Or                | Argent                | Bronze             |
| -------------- | ----------------- | --------------------- | ------------------ |
| Shanghai       | Stephan Hansen    | Pierre-Julien Deloche | Patrick Coghlan    |
| Antalya        | Chen Hsiang-hsuan | Steve Anderson        | Braden Gellenthien |
| Salt Lake City | Mike Schloesser   | Stephan Hansen        | Bridger Deaton     |
| Berlin         | Demir Elmaağaçlı  | Stephan Hansen        | Braden Gellenthien |

### Poulies féminin
| Lieu           | Or               | Argent           | Bronze        |
| -------------- | ---------------- | ---------------- | ------------- |
| Shanghai       | Sara López       | Sarah Sonnichsen | Sarah Prieels |
| Antalya        | Sarah Sonnichsen | Tanja Jensen     | Sara López    |
| Salt Lake City | Andrea Marcos    | Sarah Sonnichsen | Sara López    |
| Berlin         | Sarah Sonnichsen | Yesim Bostan     | Sanne de Laat |

### Classique masculin par équipes
| Lieu           | Or                                                          | Argent                                                     | Bronze                                                                    |
| -------------- | ----------------------------------------------------------- | ---------------------------------------------------------- | ------------------------------------------------------------------------- |
| Shanghai       | Kazakhstan Sanzhar Mussayev Oibek Saidiyev Denis Gankin     | Corée du Sud Im Dong-hyun Kim Woojin Oh Jin-hyek           | Japon Hideki Kikuchi Tomoki Sugio Takaharu Furukawa                       |
| Antalya        | Italie David Pasqualucci Mauro Nespoli Marco Galiazzo       | Kazakhstan Oibek Saidiyev Denis Gankin Sultan Duzelbayev   | Japon Hideki Kikuchi Takaharu Furukawa Naoya Oniyama                      |
| Salt Lake City | Russie Vitalii Popov Arsalan Baldanov Artem Makhnenko       | Taipei chinois Deng Yu-cheng Peng Shih-cheng Wei Chun-heng | Malaisie Haziq Kamaruddin Khairul Anuar Mohamad Muhammad Akmal Nor Hasrin |
| Berlin         | France Thomas Chirault Pierre Plihon Jean-Charles Valladont | Pays-Bas Sjef van den Berg Rick van den Oever Steve Wijler | Corée du Sud Im Dong-hyun Kim Woojin Oh Jin-hyek                          |

### Classique féminin par équipes
| Lieu           | Or                                                         | Argent                                                    | Bronze                                                          |
| -------------- | ---------------------------------------------------------- | --------------------------------------------------------- | --------------------------------------------------------------- |
| Shanghai       | Russie Natalia Erdynieva Ksenia Perova Sayana Tsyrempilova | États-Unis Khatuna Lorig Mackenzie Brown La Nola Shepherd | Chine Qi Yuhong Cui Yuanyuan Lu Lan                             |
| Antalya        | Taipei chinois Peng Chia-mao Tan Ya-ting Le Chien-ying     | Japon Ren Hayakawa Tomomi Sugimoto Miki Nakamura          | Allemagne Lisa Unruh Michelle Kroppen Elena Richter             |
| Salt Lake City | Taipei chinois Tan Ya-ting Le Chien-ying Peng Chia-mao     | Corée du Sud Ki Bo-bae Chang Hye-jin Choi Misun           | Chine Cao Hui Li Wang Zhang Dan                                 |
| Berlin         | Corée du Sud Chang Hye-jin Choi Misun Kang Chae-young      | Mexique Mariana Avitia Aida Roman Alejandra Valencia      | Russie Tatiana Biltrikova Natalia Erdynieva Sayana Tsyrempilova |

### Classique mixte par équipes
| Lieu           | Or                                         | Argent                                       | Bronze                                   |
| -------------- | ------------------------------------------ | -------------------------------------------- | ---------------------------------------- |
| Shanghai       | Taipei chinois Wei Chun-heng Tan Ya-ting   | Corée du Sud Chang Hye-jin Kim Woojin        | États-Unis Mackenzie Brown Zach Garrett  |
| Antalya        | Taipei chinois Peng Chia-mao Wei Chun-heng | France Audrey Adiceom Jean-Charles Valladont | Espagne Alicia Marin Pablo Acha Gonzalez |
| Salt Lake City | Corée du Sud Chang Hye-jin Im Dong-hyun    | Taipei chinois Wei Chun-heng Tan Ya-ting     | États-Unis Mackenzie Brown Brady Ellison |
| Berlin         | Corée du Sud Choi Misun Kim Woojin         | Japon Takaharu Furukawa Ren Hayakawa         | États-Unis Mackenzie Brown Brady Ellison |

### Poulies masculin par équipes
| Lieu           | Or                                                            | Argent                                                         | Bronze                                                          |
| -------------- | ------------------------------------------------------------- | -------------------------------------------------------------- | --------------------------------------------------------------- |
| Shanghai       | Inde Abhishek Verma Chinna Raju Srither Amanjeet Singh        | Colombie Daniel Munoz Jose Carlos Ospina Camilo Andres Cardona | États-Unis Reo Wilde Braden Gellenthien Steve Anderson          |
| Antalya        | Danemark Stephan Hansen Andreas Darum Martin Damsbo           | États-Unis Steve Anderson Reo Wilde Braden Gellenthien         | France Pierre-Julien Deloche Dominique Genet Fabien Delobelle   |
| Salt Lake City | Corée du Sud Choi Yonghee Kim Jongho Hong Sung-ho             | Italie Sergio Pagni Alberto Simonelli Federico Pagnoni         | France Sébastien Peineau Pierre-Julien Deloche Fabien Delobelle |
| Berlin         | États-Unis Steve Anderson Braden Gellenthien Kristofer Schaff | Danemark Martin Damsbo Andreas Darum Stephan Hansen            | Allemagne Henrik Hornung Marcus Laube Marcel Trachsel           |

### Poulies féminin par équipes
| Lieu           | Or                                                 | Argent                                                    | Bronze                                                        |
| -------------- | -------------------------------------------------- | --------------------------------------------------------- | ------------------------------------------------------------- |
| Shanghai       | Corée du Sud Choi Bomin So Chaewon Song Yun-soo    | Danemark Erika Anear Sarah Sonnichsen Tanja Jensen        | Russie Natalia Avdeeva Mariia Vinogradova Alexandra Savenkova |
| Antalya        | Danemark Sarah Sonnichsen Tanja Jensen Erika Anear | Colombie Sara López Alejandra Usquiano Nora Valdez        | Italie Marcella Tonioli Irene Franchini Viviana Spano         |
| Salt Lake City | Corée du Sud Song Yun-soo So Chaewon Choi Bomin    | Pays-Bas Sanne De Laat Inge Van Caspel Martine Couwenberg | États-Unis Jamie Van Natta Erika Jones Cassidy Cox            |
| Berlin         | États-Unis Cassidy Cox Paige Gore Lexi Keller      | Royaume-Uni Hope Greenwood Lucy Mason Lucy O'Sullivan     | Danemark Erika Damsbo Tanja Jensen Sarah Sonnichsen           |

### Poulies mixte par équipes
| Lieu           | Or                                       | Argent                                         | Bronze                               |
| -------------- | ---------------------------------------- | ---------------------------------------------- | ------------------------------------ |
| Shanghai       | Corée du Sud Kim Jongho So Chaewon       | Danemark Stephan Hansen Sarah Sonnichsen       | États-Unis Reo Wilde Jamie Van Natta |
| Antalya        | Danemark Sarah Sonnichsen Stephan Hansen | Taipei chinois Chen Yi-hsuan Chen Hsiang-hsuan | Inde Divya Dhayal Abhishek Verma     |
| Salt Lake City | Colombie Daniel Munoz Sara Lopez         | Mexique Rodolfo Gonzalez Linda Ochoa-Anderson  | Corée du Sud Kim Jong-ho So Chaewon  |
| Berlin         | États-Unis Braden Gellenthien Paige Gore | Mexique Julio Fierro Linda Ochoa-Anderson      | Danemark Stephan Hansen Tanja Jensen |

## La finale
En finale, seules les épreuves individuelles et mixtes dans les catégories arc classique et arc poulies sont disputées.

### Qualification des archers
| Rang | Nom                    | Points |
| ---- | ---------------------- | ------ |
| 1    | Kim Woojin             | 67     |
| 2    | Im Dong-hyun           | 48     |
| 3    | Brady Ellison          | 47     |
| 4    | Jean-Charles Valladont | 35     |
| 4    | Steve Wijler           | 35     |
| 6    | Wei Chun-heng          | 32     |
| 7    | Sjef van den Berg      | 31     |
| 8    | Kim Jong-ho            | 27     |
| 9    | Oh Jin-hyek            | 23     |
| 10   | Artem Makhnenko        | 20     |

| Rang | Nom                | Points |
| ---- | ------------------ | ------ |
| 1    | Chang Hye-jin      | 61     |
| 2    | Ksenia Perova      | 41     |
| 3    | Tan Ya-ting        | 37     |
| 4    | Ki Bo-bae          | 35     |
| 5    | Alejandra Valencia | 34     |
| 6    | Choi Mi-sun        | 32     |
| 7    | Kang Chae-young    | 31     |
| 8    | Deepika Kumari     | 27     |
| 8    | Alicia Marin       | 27     |
| 10   | Audrey Adiceom     | 26     |

| Rang | Nom                   | Points |
| ---- | --------------------- | ------ |
| 1    | Stephan Hansen        | 67     |
| 2    | Steve Anderson        | 47     |
| 3    | Braden Gellenthien    | 41     |
| 4    | Mike Schloesser       | 35     |
| 5    | Demir Elmaagacli      | 35     |
| 6    | Reo Wilde             | 33     |
| 7    | Pierre-Julien Deloche | 27     |
| 8    | Andreas Darum         | 26     |
| 9    | Choi Yung-hee         | 25     |
| 9    | Chen Hsiang-hsuan     | 25     |

| Rang | Nom              | Points |
| ---- | ---------------- | ------ |
| 1    | Sarah Sonnichsen | 71     |
| 2    | Sara Lopez       | 61     |
| 3    | Sarah Prieels    | 43     |
| 4    | Andrea Marcos    | 35     |
| 5    | Tanja Jensen     | 31     |
| 6    | Parisa Baratchi  | 26     |
| 6    | Yesim Bostan     | 26     |
| 8    | Chen Yi-hsuan    | 25     |
| 9    | Kim Yun-hee      | 24     |
| 10   | Toja Ellison     | 23     |

| Rang | Pays           | Points |
| ---- | -------------- | ------ |
| 1    | Corée du Sud   | 44     |
| 2    | Taipei chinois | 44     |
| 3    | États-Unis     | 38     |
| 4    | Japon          | 20     |
| 5    | France         | 16     |

| Rang | Pays         | Points |
| ---- | ------------ | ------ |
| 1    | Danemark     | 41     |
| 2    | États-Unis   | 34     |
| 3    | Corée du Sud | 26     |
| 4    | Mexique      | 24     |
| 5    | Inde         | 22     |

### Classique masculin
|  | Quarts-de-finale           | Quarts-de-finale  |                   |                  | Demi-finales           | Demi-finales |  |  | Finale           | Finale |
|  | Quarts-de-finale           | Quarts-de-finale  |                   |                  | Demi-finales           | Demi-finales |  |  | Finale           | Finale |
|  |                            |                   |                   |                  |                        |              |  |  |                  |        |
|  |                            |                   |                   |                  |                        |              |  |  |                  |        |
|  |                            |                   |                   |                  |                        |              |  |  |                  |        |
|  | Kim Woo-jin (1)            | 6                 |                   |                  |                        |              |  |  |                  |        |
|  | Kim Woo-jin (1)            | 6                 |                   |                  |                        |              |  |  |                  |        |
|  | David Pasqualucci (8)      | 0                 |                   |                  |                        |              |  |  |                  |        |
|  | David Pasqualucci (8)      | 0                 | Kim Woo-jin (1)   | 7                |                        |              |  |  |                  |        |
|  |                            |                   | Kim Woo-jin (1)   | 7                |                        |              |  |  |                  |        |
|  |                            | Steve Wijler (5)  | 1                 |                  |                        |              |  |  |                  |        |
|  | Steve Wijler (5)           | Steve Wijler (5)  | 1                 | 6                |                        |              |  |  |                  |        |
|  | Steve Wijler (5)           |                   |                   | 6                |                        |              |  |  |                  |        |
|  | Jean-Charles Valladont (4) | 2                 |                   |                  |                        |              |  |  |                  |        |
|  | Jean-Charles Valladont (4) | 2                 | Kim Woo-jin (1)   | 6                |                        |              |  |  |                  |        |
|  |                            |                   | Kim Woo-jin (1)   | 6                |                        |              |  |  |                  |        |
|  |                            | Brady Ellison (2) | 0                 |                  |                        |              |  |  |                  |        |
|  | Brady Ellison (3)          | Brady Ellison (2) | 0                 | 6                |                        |              |  |  |                  |        |
|  | Brady Ellison (3)          |                   |                   | 6                |                        |              |  |  |                  |        |
|  | Wei Chun-heng (6)          | 4                 |                   |                  |                        |              |  |  |                  |        |
|  | Wei Chun-heng (6)          | 4                 | Brady Ellison (3) | 7                |                        |              |  |  |                  |        |
|  |                            |                   | Brady Ellison (3) | 7                | Match pour la 3e place |              |  |  |                  |        |
|  |                            | Im Dong-hyun (2)  | 3                 |                  |                        |              |  |  |                  |        |
|  | Sjef van den Berg (7)      | Im Dong-hyun (2)  | 3                 | 4                |                        |              |  |  |                  |        |
|  | Sjef van den Berg (7)      |                   |                   | 4                |                        |              |  |  |                  |        |
|  | Im Dong-hyun (2)           | 6                 |                   | Steve Wijler (5) | 0                      |              |  |  |                  |        |
|  | Im Dong-hyun (2)           | 6                 |                   | Steve Wijler (5) | 0                      |              |  |  |                  |        |
|  |                            |                   |                   |                  |                        |              |  |  | Im Dong-hyun (2) | 6      |
|  |                            |                   |                   |                  |                        |              |  |  | Im Dong-hyun (2) | 6      |

### Classique féminin
|  | Quarts-de-finale       | Quarts-de-finale  |                   |                   | Demi-finales           | Demi-finales |  |  | Finale          | Finale |
|  | Quarts-de-finale       | Quarts-de-finale  |                   |                   | Demi-finales           | Demi-finales |  |  | Finale          | Finale |
|  |                        |                   |                   |                   |                        |              |  |  |                 |        |
|  |                        |                   |                   |                   |                        |              |  |  |                 |        |
|  |                        |                   |                   |                   |                        |              |  |  |                 |        |
|  | Chang Hye-jin (1)      | 7                 |                   |                   |                        |              |  |  |                 |        |
|  | Chang Hye-jin (1)      | 7                 |                   |                   |                        |              |  |  |                 |        |
|  | Lucilla Boari (8)      | 3                 |                   |                   |                        |              |  |  |                 |        |
|  | Lucilla Boari (8)      | 3                 | Chang Hye-jin (1) | 4                 |                        |              |  |  |                 |        |
|  |                        |                   | Chang Hye-jin (1) | 4                 |                        |              |  |  |                 |        |
|  |                        | Ki Bo-bae (4)     | 6                 |                   |                        |              |  |  |                 |        |
|  | Alejandra Valencia (5) | Ki Bo-bae (4)     | 6                 | 5                 |                        |              |  |  |                 |        |
|  | Alejandra Valencia (5) |                   |                   | 5                 |                        |              |  |  |                 |        |
|  | Ki Bo-bae (4)          | 6                 |                   |                   |                        |              |  |  |                 |        |
|  | Ki Bo-bae (4)          | 6                 | Ki Bo-bae (4)     | 7                 |                        |              |  |  |                 |        |
|  |                        |                   | Ki Bo-bae (4)     | 7                 |                        |              |  |  |                 |        |
|  |                        | Ksenia Perova (2) | 1                 |                   |                        |              |  |  |                 |        |
|  | Tan Ya-ting (3)        | Ksenia Perova (2) | 1                 | 6                 |                        |              |  |  |                 |        |
|  | Tan Ya-ting (3)        |                   |                   | 6                 |                        |              |  |  |                 |        |
|  | Deepika Kumari (6)     | 0                 |                   |                   |                        |              |  |  |                 |        |
|  | Deepika Kumari (6)     | 0                 | Tan Ya-ting (3)   | 2                 |                        |              |  |  |                 |        |
|  |                        |                   | Tan Ya-ting (3)   | 2                 | Match pour la 3e place |              |  |  |                 |        |
|  |                        | Ksenia Perova (2) | 6                 |                   |                        |              |  |  |                 |        |
|  | Alicia Marin (7)       | Ksenia Perova (2) | 6                 | 4                 |                        |              |  |  |                 |        |
|  | Alicia Marin (7)       |                   |                   | 4                 |                        |              |  |  |                 |        |
|  | Ksenia Perova (2)      | 6                 |                   | Chang Hye-jin (1) | 7                      |              |  |  |                 |        |
|  | Ksenia Perova (2)      | 6                 |                   | Chang Hye-jin (1) | 7                      |              |  |  |                 |        |
|  |                        |                   |                   |                   |                        |              |  |  | Tan Ya-ting (3) | 3      |
|  |                        |                   |                   |                   |                        |              |  |  | Tan Ya-ting (3) | 3      |

### Classique mixte par équipes
L'équipe de Corée du Sud composée de Chang Hye-jin et Kim Woo-jin s'impose contre l'équipe de l'Italie composée de Mauro Nespoli et Vanessa Landi sur le score de 5 à 1.

### Poulies masculin
|  | Quarts-de-finale          | Quarts-de-finale       |                        |                      | Demi-finales           | Demi-finales |  |  | Finale             | Finale |
|  | Quarts-de-finale          | Quarts-de-finale       |                        |                      | Demi-finales           | Demi-finales |  |  | Finale             | Finale |
|  |                           |                        |                        |                      |                        |              |  |  |                    |        |
|  |                           |                        |                        |                      |                        |              |  |  |                    |        |
|  |                           |                        |                        |                      |                        |              |  |  |                    |        |
|  | Stephan Hansen (1)        | 149                    |                        |                      |                        |              |  |  |                    |        |
|  | Stephan Hansen (1)        | 149                    |                        |                      |                        |              |  |  |                    |        |
|  | Federico Pagnoni (8)      | 143                    |                        |                      |                        |              |  |  |                    |        |
|  | Federico Pagnoni (8)      | 143                    | Stephan Hansen (1)     | 147                  |                        |              |  |  |                    |        |
|  |                           |                        | Stephan Hansen (1)     | 147                  |                        |              |  |  |                    |        |
|  |                           | Demir Elmaağaçlı (5)   | 140                    |                      |                        |              |  |  |                    |        |
|  | Demir Elmaağaçlı (5)      | Demir Elmaağaçlı (5)   | 140                    | 145                  |                        |              |  |  |                    |        |
|  | Demir Elmaağaçlı (5)      |                        |                        | 145                  |                        |              |  |  |                    |        |
|  | Mike Schloesser (4)       | 140                    |                        |                      |                        |              |  |  |                    |        |
|  | Mike Schloesser (4)       | 140                    | Stephan Hansen (1)     | 145                  |                        |              |  |  |                    |        |
|  |                           |                        | Stephan Hansen (1)     | 145                  |                        |              |  |  |                    |        |
|  |                           | Braden Gellenthien (3) | 148                    |                      |                        |              |  |  |                    |        |
|  | Braden Gellenthien (3)    | Braden Gellenthien (3) | 148                    | 146                  |                        |              |  |  |                    |        |
|  | Braden Gellenthien (3)    |                        |                        | 146                  |                        |              |  |  |                    |        |
|  | Pierre-Julien Deloche (6) | 144                    |                        |                      |                        |              |  |  |                    |        |
|  | Pierre-Julien Deloche (6) | 144                    | Braden Gellenthien (3) | 147                  |                        |              |  |  |                    |        |
|  |                           |                        | Braden Gellenthien (3) | 147                  | Match pour la 3e place |              |  |  |                    |        |
|  |                           | Steve Anderson (2)     | 146                    |                      |                        |              |  |  |                    |        |
|  | Andreas Darum (7)         | Steve Anderson (2)     | 146                    | 139                  |                        |              |  |  |                    |        |
|  | Andreas Darum (7)         |                        |                        | 139                  |                        |              |  |  |                    |        |
|  | Steve Anderson (2)        | 142                    |                        | Demir Elmaağaçlı (5) | 142                    |              |  |  |                    |        |
|  | Steve Anderson (2)        | 142                    |                        | Demir Elmaağaçlı (5) | 142                    |              |  |  |                    |        |
|  |                           |                        |                        |                      |                        |              |  |  | Steve Anderson (2) | 143    |
|  |                           |                        |                        |                      |                        |              |  |  | Steve Anderson (2) | 143    |

### Poulies féminin
|  | Quarts-de-finale     | Quarts-de-finale |                      |                      | Demi-finales           | Demi-finales |  |  | Finale           | Finale |
|  | Quarts-de-finale     | Quarts-de-finale |                      |                      | Demi-finales           | Demi-finales |  |  | Finale           | Finale |
|  |                      |                  |                      |                      |                        |              |  |  |                  |        |
|  |                      |                  |                      |                      |                        |              |  |  |                  |        |
|  |                      |                  |                      |                      |                        |              |  |  |                  |        |
|  | Sarah Sonnichsen (1) | 142              |                      |                      |                        |              |  |  |                  |        |
|  | Sarah Sonnichsen (1) | 142              |                      |                      |                        |              |  |  |                  |        |
|  | Marcella Tonioli (8) | 141              |                      |                      |                        |              |  |  |                  |        |
|  | Marcella Tonioli (8) | 141              | Sarah Sonnichsen (1) | 144                  |                        |              |  |  |                  |        |
|  |                      |                  | Sarah Sonnichsen (1) | 144                  |                        |              |  |  |                  |        |
|  |                      | Tanja Jensen (5) | 144                  |                      |                        |              |  |  |                  |        |
|  | Tanja Jensen (5)     | Tanja Jensen (5) | 144                  | 147                  |                        |              |  |  |                  |        |
|  | Tanja Jensen (5)     |                  |                      | 147                  |                        |              |  |  |                  |        |
|  | Andrea Marcos (4)    | 146              |                      |                      |                        |              |  |  |                  |        |
|  | Andrea Marcos (4)    | 146              | Tanja Jensen (5)     | 138                  |                        |              |  |  |                  |        |
|  |                      |                  | Tanja Jensen (5)     | 138                  |                        |              |  |  |                  |        |
|  |                      | Sara López (2)   | 145                  |                      |                        |              |  |  |                  |        |
|  | Sarah Prieels (3)    | Sara López (2)   | 145                  | 139                  |                        |              |  |  |                  |        |
|  | Sarah Prieels (3)    |                  |                      | 139                  |                        |              |  |  |                  |        |
|  | Yesim Bostan (6)     | 143              |                      |                      |                        |              |  |  |                  |        |
|  | Yesim Bostan (6)     | 143              | Yesim Bostan (6)     | 145                  |                        |              |  |  |                  |        |
|  |                      |                  | Yesim Bostan (6)     | 145                  | Match pour la 3e place |              |  |  |                  |        |
|  |                      | Sara López (2)   | 145                  |                      |                        |              |  |  |                  |        |
|  | Chen Yi-hsuan (7)    | Sara López (2)   | 145                  | 141                  |                        |              |  |  |                  |        |
|  | Chen Yi-hsuan (7)    |                  |                      | 141                  |                        |              |  |  |                  |        |
|  | Sara López (2)       | 146              |                      | Sarah Sonnichsen (1) | 142                    |              |  |  |                  |        |
|  | Sara López (2)       | 146              |                      | Sarah Sonnichsen (1) | 142                    |              |  |  |                  |        |
|  |                      |                  |                      |                      |                        |              |  |  | Yesim Bostan (6) | 143    |
|  |                      |                  |                      |                      |                        |              |  |  | Yesim Bostan (6) | 143    |

### Poulies mixte par équipes
L'équipe de Danemark composée de Stephan Hansen et Sarah Sonnichsen s'impose contre l'équipe de l'Italie composée de Irene Franchini et Alberto Simonelli sur le score de 155 à 146.